# Ягодный (Хабаровский край)
Я́годный — посёлок в Комсомольском районе Хабаровского края. Административный центр Ягодненского сельского поселения.

## География
Посёлок находится на правом берегу реки Амур.

## Население
| 1992 | 2002  | 2010  | 2011  | 2012  | 2021  |
| ---- | ----- | ----- | ----- | ----- | ----- |
| 2000 | ↘1858 | ↘1719 | ↗1732 | ↘1692 | ↘1594 |

## Улицы
| - ул. 70 лет Октября, - ул. Водозаборная, - ул. Железнодорожная, - ул. Заречная, - ул. Ключевая, - пер. Ключевой, - ул. Лесная, | - пер. Лесной, - ул. Мачтовая, - пер. Молодёжный, - ул. Набережная, - ул. Новая, - ул. Октябрьская, - ул. Первомайская, | - пер. Пролетарский, - ул. Спортивная, - ул. Строительная, - ул. Таёжная, - ул. Школьная, - пер. Школьный, - ул. Юбилейная. |

## Предприятия
- Шелеховский КЛПХ
- Шелеховский теплоэнергетический комплекс